# Le Baiser d'une morte (film, 1949)
Pour l’article homonyme, voir Le Baiser d'une morte.

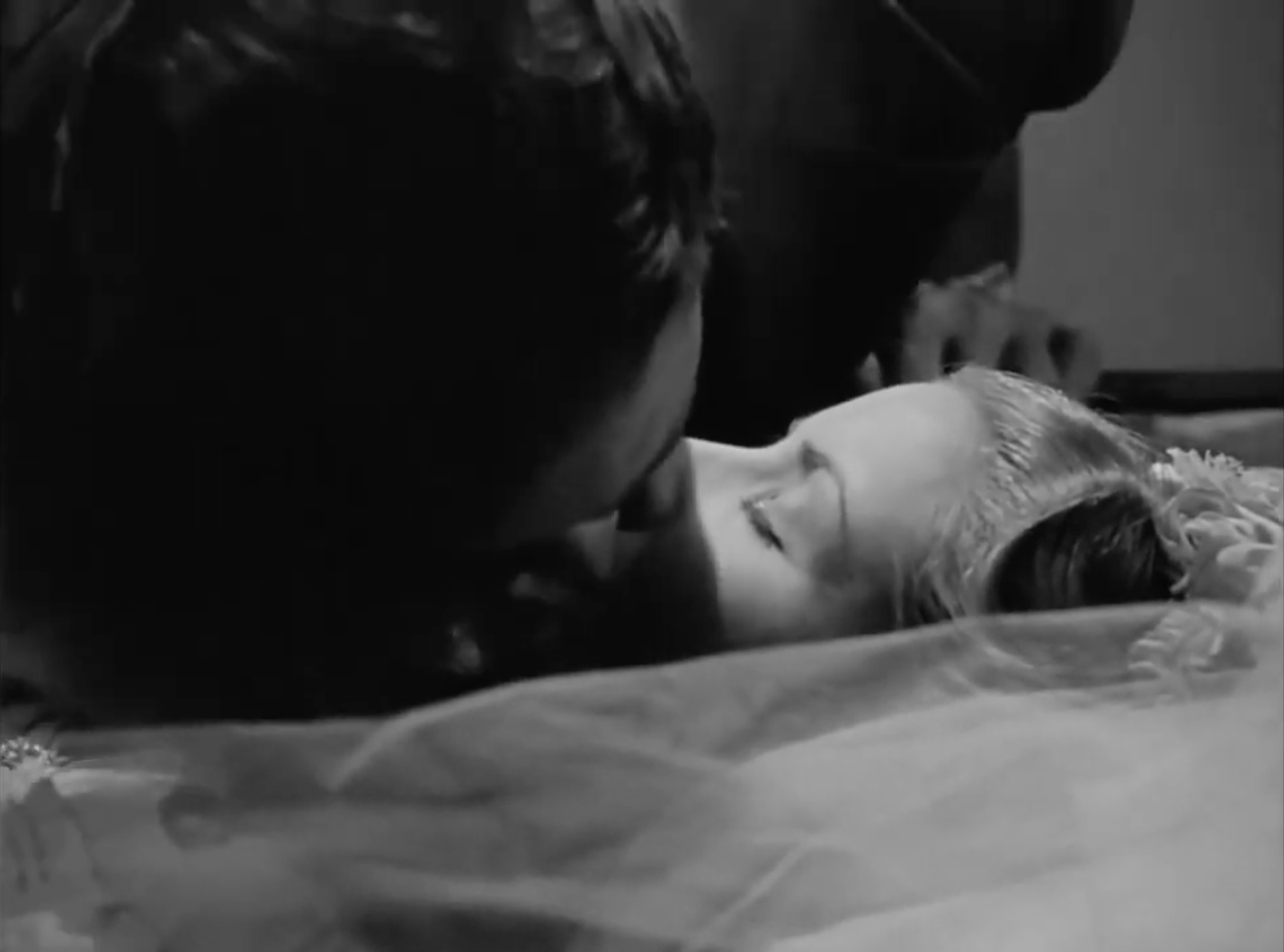
La scène du baiser.

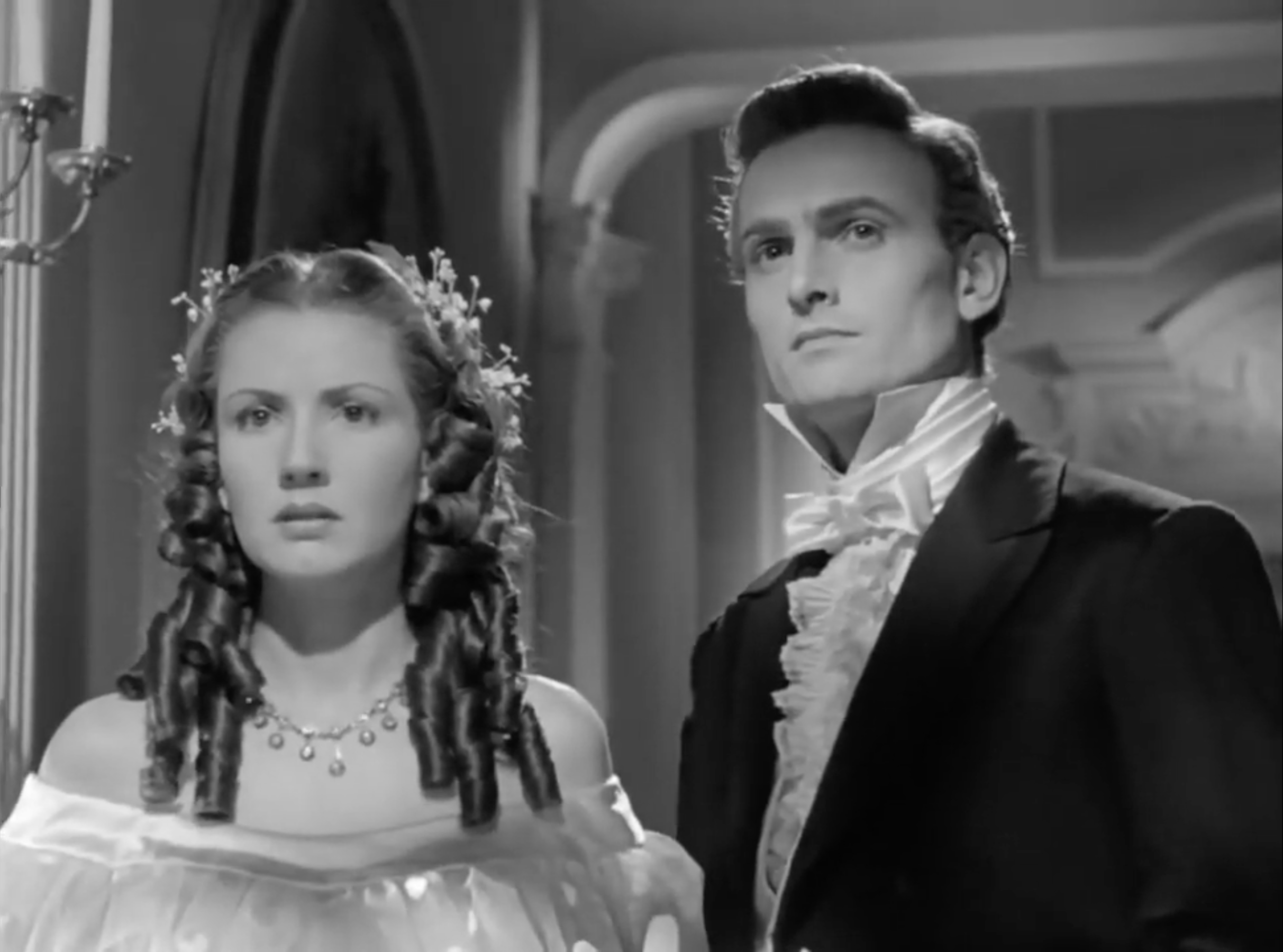
Virginia Belmont et Peter Trent dans une scène du film.

Le Baiser d'une morte (Il bacio di una morta) est un film italien réalisé par Guido Brignone et sorti en 1949.

## Fiche technique
- Titre original : Il bacio di una morta
- Réalisation : Guido Brignone
- Scénario : Guido Brignone, Gaspare Cataldo, Fulvio Palmieri d'après un roman de Carolina Invernizio[1]
- Production : Flora Film
- Photographie : Gábor Pogány
- Montage : Fernando Tropea
- Musique : Enzo Masetti
- Scénographie : Giovanni Sarazani
- Costumes : Dario Cecchi, Maria Baronj
- Durée : 91 minutes
- Date de sortie : 
  - Italie : 1949

## Distribution
- Virginia Belmont : Clara Dominici
- Aldo Bufi Landi : Enrico Maffei
- Peter Trent: conte Guido Severi
- Gianna Maria Canale : Nora O'Kira
- Enzo Biliotti : Rodrigo Dominici
- Paola Quattrini : Lilia
- Rubi Dalma : mère supérieure
- Paul Müller : Hans
- Vinicio Sofia : Moreno
- Nico Pepe : baronne di Rivalta
- Carlo Tamberlani : baronne Riccardi
- Mariù Gleck : Marta
- Angelo Dessy : domestique